# 허은도

허은도(許殷道, 1937년~2023년 2월 21일)는 제19대 대구고등검찰청 검사장을 역임한 법조인이다.

## 생애
1937년 경상남도 합천군에서 태어나 1957년 부산고등학교, 1961년 고려대학교 법학과를 졸업하고 제13회 고등고시 사법과에 합격했다. 
춘천지방검찰청에서 재직하던 1967년 6월 27일에 자유당원인 피의자를 파출소에 불러다 놓고 전날 춘천지방검찰청에서 진술한 야당의 국회의원선거법 위반 고소사건에 관한 증언 내용이 사실이 아니라는 자인서에 무인을 찍으라며 손을 비틀고 위협한 춘천경찰서 동내파출소장 지영찬 경사를 불법감금으로 구속했다.
서울지방검찰청 검사로 있던 1970년 2월 25일에 영화관 설치 허가를 둘러싸고 100여만원의 뇌물을 받은 서울시 관광과장에 대해 구속을 품신하여 3월 3일에 구속기소했다.
법무연수원장을 마지막으로 26년간의 검사 생활을 마치고 정년 퇴임하면서 허은도는 "검사는 모름지기 공사간에 한점 부끄러움이 없는 생활을 해야 합니다. 윗 사람의 눈치를 살피지 않고 소신껏 일하는 검사들이 많아야 검찰이 국민의 신뢰를 받을 수 있습니다."라고 하면서 "검찰은 시류에 흔들림 없이 신분 여하를 막론하고 파사현정의 차원에서 검찰권을 행사해야 한다"고 했다.
정년 퇴임한 이후 한국형사정책연구원 이사회(이사장 김선 변호사)가 1992년 7월 30일에 제3대 원장으로 추천하여 김기춘 법무부 장관의 승인으로 8월 1일 제3대 원장으로 취임하였다.
한보 사태와 관련하여 한보그룹 재정본부장 변호인으로 선임되었다.
고려대학교 개교 101주년 기념식 및 고대인의 날 행사가 열린 2006년 5월 6일에 기념식이 열린 행사장 주변에서 2005년 출교 조치된 7명을 포함한 50여명의 학생이 출교 철회를 요구하는 시위를 벌이는 가운데 법대 교우회장이었던 허은도는 '교수 감금사태에 대한 고대 가족의 입장’이라는 성명서를 통해 "출교 조치를 내린 학교 측의 입장을 이해하며 학내에서 일어나는 폭력 사태를 방관하지 않겠다."고 말했다.

## 경력
- 1962년~1965년 육군 법무관
- 1966년 춘천지방검찰청 검사
- 광주지방검찰청 순천지청 검사
- 서울지방검찰청 검사
- 1974년~1977년 대구지방검찰청 의성지청 지청장
- 1977년 대검찰청 특수부 1과장
- 대검찰청 특수부 3과장
- 대검찰청 특수부 2과장
- 수원지방검찰청 차장검사
- 1981년~1982년 서울지방검찰청 2차장검사
- 1982년 6월 18일~1983년 7월 31일 제29대 제주지방검찰청 검사장
- 1983년~1985년 대검찰청 형사2부 부장검사
- 1985년 3월 5일~1986년 5월 1일  제7대 수원지방검찰청 검사장
- 법무부 교정국 국장
- 1987년 6월 8일~1990년 3월 26일 제19대 대구고등검찰청 검사장
- 1990년 대한민국 대검찰청 차장검사
- 1990년 3월 27일~1992년 7월 29일 제14대 법무연수원장
- 1992년 8월 1일~1995년 제4대 한국형사정책연구원 원장
- 고려대 법대 교우회장